# ITIL
ITIL (произносится как «а́йтил», ранее аббревиатура от англ. IT Infrastructure Library) — библиотека книг[где?], описывающих лучшие практики на тему инфраструктуры информационных технологий, курируемая правительством Великобритании, и связанная с ней активность по популяризации, сертификации и применению данных практик.
Сегодня[когда?] это уже не аббревиатура, а отдельное название или бренд, используемый и пользующийся доверием миллионов людей[кого?] во всём мире. По мере развития библиотеки инфраструктуры ИТ, акцент сместился на управление услугами и к подходу к жизненному циклу[чего?], а элемент инфраструктуры практически исчез за последние 10 лет.) — самое распространенное в мире руководство по управлению ИТ-услугами (ITSM).
С 2013 года ITIL принадлежит компании AXELOS Ltd — совместному предприятию Capita Plc и Кабинета министров Великобритании. Компания Axelos использует сеть стратегических партнеров, которые участвуют в разработке и улучшении ITIL. По состоянию на 7 февраля 2020 года, 37 компании являются стратегическими партнерами Axelos.
AXELOS запустил инициативу, направленную на то, чтобы позволить организациям использовать ITIL для повышения бизнес-ценности[чего?] через управления услугами, выходящих за рамки традиционного[какого?] использования в ИТ. Цель инициативы — собрать и поделиться передовым опытом организаций по всему миру, чтобы продемонстрировать, как ITIL может и был успешно принят и адаптирован не только к управлению ИТ-услугами. Использование ITIL для управления услугами вне ИТ не является новым явлением, многие организации пожинают плоды[какие?][как?] использования ITIL в других областях бизнеса на протяжении многих лет. Поэтому данное мероприятие[какое?] направлено на то, чтобы обеспечить сбор и обмен этими знаниями и опытом, что позволит организациям по всему миру расширить свои возможности по управлению услугами.
ITIL может[как?] помочь отдельным лицам и организациям использовать ИТ для реализации изменений, трансформации и роста бизнеса.
На протяжении более 30 лет ITIL возглавляет отрасль ITSM, осуществляя руководство, обучение и программу сертификации[кого?]. ITIL 4 приводит ITIL в соответствие с современными требованиями[каким?], перестраивая большую часть устоявшихся практик ITSM в более широкий контекст клиентского опыта, потоков ценности и цифровой трансформации, а также внедряя новые методы работы, такие как Lean, Agile и DevOps.

## История
ITIL появился в 1980-х годах, когда британское правительство поняло, что качество их ИТ-услуг просто не стоит на месте. Центральному агентству по компьютерам и телекоммуникациям (CCTA), позднее переименованному в Управление правительственной торговли (OGC), было поручено создать набор стандартных методов, которые могли бы более согласованно объединить ИТ-системы как государственного, так и частного секторов. Цель заключалась в том, чтобы разработать более эффективную основу и более жизнеспособный с финансовой точки зрения способ использования ресурсов ИТ.
1989 год — Начало
Самое раннее воплощение ITIL было выпущено в конце 1980-х годов. Эта ранняя версия называлась GITIM, Government Information Technology Infrastructure Management, и хотя она сильно отличается от сегодняшней ITIL, они оба разделяют цель предложить улучшенную поддержку и поставку.
По всей Европе эта структура получила широкое распространение среди государственных учреждений и компаний частного сектора, и к началу 1990-х годов ITIL начала менять лицо ИТ не только в Великобритании и Европе, но и во всём мире.
Вскоре ITIL вырос до сильного каталога из 30 томов, в котором рекомендовались и предоставлялись лучшие практики в области информационных технологий, ориентированные на клиентов и бизнес-потребности и учитывающие их.
2000 год — ITIL V2 выпущен.
На рубеже тысячелетий CCTA превратилась в OGC. В 2000 году компания Microsoft также приняла ITIL в качестве основы для развития своей Microsoft Operations Framework (MOF), наряду с первым значительным изменением OGC, в результате чего был выпущен ITIL v2. Новая версия была нацелена на то, чтобы сделать ITIL более доступной для широких масс, и разбила 30-томный фреймворк на девять взаимосвязанных категорий. В течение следующих нескольких лет ITIL стал стандартом передового опыта в области информационных технологий и наиболее широко используемым в мире инструментом управления ИТ-услугами.
2007 год — ITIL V3 или проект обновления ITIL
В 2006 году был выпущен Глоссарий ITIL, который стал еще одним подтверждением стремления ITIL к удобству использования. В следующем году была опубликована третья версия ITIL, в которой больше внимания уделялось интеграции IT-бизнеса и которая была сосредоточена на концепции жизненного цикла услуги. ITIL v3 сжал 26 процессов и функций в 5 томов, а после запуска приобрел название ITIL Refresh Project (проект обновления ITIL).
2011 год — Пересмотр V3
В 2011 году AXELOS выпустил пересмотренную версию ITIL, в которой были устранены ошибки и несоответствия с V3. В этой обновленной версии 2007 года 5 томов составляют каталог услуг ITIL: Стратегия услуги ITIL, Проектирование услуги ITIL, Преобразование услуги ITIL, Эксплуатация услуги ITIL и Постоянное улучшение услуги ITIL. Эти 5 томов ITIL в настоящее время являются основой для всех лучших практик ITIL по всему миру.
С 2013 года ITIL принадлежит компании AXELOS Ltd — совместному предприятию Capita Plc и Кабинета министров Великобритании.
2019 год — ITIL 4
Текущая версия ITIL была запущена в 2019 году. V4 имеет более практическое руководство по использованию ITIL, особенно в средах совместной работы (collaborative environments). Это облегчает организациям согласование ITIL с DevOps, Agile и Lean методами работы. ITIL V4 взял на вооружение более целостную философию управления услугами, сделав ее более широкой и инклюзивной для современной ИТ-среды.

## ITIL 4
Ключевыми компонентами фреймворка ITIL 4 являются система создания ценности услуг ITIL (Service Value System) и модель четырех измерений (4 dimensions model).

### Система создания ценности услуг ITIL
ITIL 4 определяет в качестве первого ключевого компонента систему создания ценности услуг (SVS). ITIL назвал пять основных компонентов ITIL SVS:

#### Цепочка создания ценности услуг
Набор взаимосвязанных действий, которые организация выполняет, чтобы предоставить ценный продукт или услугу своим потребителям и способствовать реализации ценности. Цепочка создания ценности услуг представляет собой операционную модель с шестью видами деятельности:
- Планирование
- Улучшение
- Взаимодействие
- Проектирование и преобразование
- Приобретение/Сборка
- Поставка и поддержка

#### Практики
Наборы организационных ресурсов, предназначенных для выполнения работы или достижения цели. Практики ITIL теперь включает в себя процессы и функций. Они сгруппированы как 14 Практик общего управления, 17 Практик управления услугами и 3 Практик управления технологиями.

#### Руководящие принципы ITIL
Рекомендации, которыми может руководствоваться организация при любых обстоятельствах, независимо от изменений в ее целях, стратегиях, типе работы или структуре управления. В ITIL 4 7 руководящих принципов:
- Фокусируйтесь на ценности
- Отталкивайтесь от текущей ситуации
- Прогрессируйте итеративно с обратной связью
- Сотрудничайте, действуйте открыто
- Мыслите и работайте целостно
- Делайте проще и практично
- Оптимизируйте и автоматизируйте

#### Руководство
Средства, которыми организация руководствуется и контролируется. Организационное управление — это система, посредством которой организация направляется и контролируется, и реализуется через следующее:
- Оценка. Оценка организации, ее стратегии, портфелей и отношений с другими сторонами.
- Направление. Руководящий орган распределяет ответственность и направляет подготовку и реализацию организационной стратегии и политик, которые устанавливают требования к поведению в рамках всей организации и, где это уместно, поставщиков, партнеров и других заинтересованных сторон.
- Мониторинг. Руководящий орган осуществляет мониторинг производительности организации и практики, продуктов и услуг, чтобы гарантировать, что производительность соответствует политикам и направлениям.

#### Постоянное улучшение
Периодическая организационная деятельность, выполняемая на всех уровнях, чтобы гарантировать, что эффективность организации постоянно соответствует ожиданиям заинтересованных сторон.
Модель постоянного улучшения состоит из следующих действий:
- Какое видение? — Видение бизнеса, миссия, цели и задачи.
- Где мы сейчас? — Выполнить базовые оценки
- Где мы хотим быть? — Определить измеримые цели
- Как нам туда добраться? — Определить план улучшения
- Действовать — Выполнить действия по улучшению
- Мы достигли цели? — Оценивать метрики и KPI
- Как нам сохранить импульс?

### Модель четырех измерений
Вторым ключевым компонентом ITIL 4 является Модель четырех измерений. Четыре измерения отражают прежние 4 точки ITIL — люди, продукты, партнеры, процессы. Каждый компонент Системы создания ценности услуг ITIL должен учитывать следующие четыре аспекта:
Организации и люди. Люди играют ключевую роль в этом измерении, и каждый человек должен иметь четкое представление об их вкладе в SVS. Организация охватывает, а также формальную структуру, культуру и соответствующий уровень способностей и компетенции.
Информация и технология — это информация, управляемая в услуге, и любая сопутствующая информация и знания, включая ее защиту, управление и архивирование. Технология является основной движущей силой в управлении услугами. Это может быть искусственный интеллект, машинное обучение, использование мобильных платформ, облачные решения, инструменты совместной работы, автоматизированное тестирование и операции, а также решения для непрерывной интеграции / непрерывной разработки / непрерывного развертывания.
Партнеры и поставщики — каждый поставщик услуг использует другие организации для создания своей собственной ценности. Стратегия принятия решений об использовании других зависит от их собственной стратегической направленности, корпоративной культуры, нехватки ресурсов, проблем с затратами, предметной экспертизы, внешних ограничений и моделей спроса.
Потоки создания ценности и процессы. Потоки создания ценности — это последовательность шагов, которые создают ценность в виде продуктов или услуг. Каждый продукт или услуга в организации должны быть определением потока создания ценности.
В дополнение к четырем измерениям, также существуют внешние факторы. Поставщики услуг подвержены влиянию многих внешних факторов и работают в динамических и сложных средах, которые могут проявлять нестабильность и неопределенность и накладывать ограничения на работу поставщика услуг. Для анализа этих внешних факторов, используется структура, как модель P.E.S.T.L.E. (представляющая факторы, которые ограничивают или влияют на работу поставщика услуг):
- Политические (P)
- Экономические (E)
- Социальные (S)
- Технологические (T)
- Легальные (L)
- Окружающая среда (E).

### Практики ITIL
Наборы организационных ресурсов, предназначенных для выполнения работы или достижения цели. Практики ITIL теперь включает в себя процессы и функции. Они сгруппированы как 14 Практик общего управления, 17 Практик управления услугами и 3 Практик управления технологиями.

#### Практики общего управления
1. Управление архитектурой
2. Постоянное улучшение
3. Управление информационной безопасностью
4. Управление знаниями
5. Измерение и отчетность
6. Управление организационными изменениями
7. Управление портфелем
8. Управление проектами
9. Управление отношениями
10. Управление рисками
11. Управление финансами для услуг
12. Управление стратегией
13. Управления поставщиками
14. Управление рабочей силой и талантами

#### Практики управления услугами
1. Управление доступностью
2. Бизнес анализ
3. Управление мощностями и производительностью
4. Контроль изменений
5. Управление инцидентами
6. Управление ИТ активами
7. Мониторинг и управление событиями
8. Управление проблемами
9. Управление релизом
10. Управление каталогом услуг
11. Управление конфигурациями услуг
12. Управление непрерывностью услуг
13. Проектирование услуг
14. Service desk
15. Управление уровнем услуг
16. Управление запросами на обслуживание
17. Подтверждение и тестирование услуг

#### Практики управления технологиям
1. Управление развертыванием
2. Управление инфраструктурой и платформой
3. Управление разработкой ПО

## ITIL v3
Третья редакция ITIL (ITIL v.3) была выпущена в мае 2007. В ней полностью переработаны и по-новому организованы разделы, чтобы поддержать новый подход «формата жизненного цикла услуг». ITIL v.3 содержит уже только пять книг и состоит из:
1. Стратегия услуг (англ. Service Strategy)
  1. Управление портфелем услуг
  2. Управление финансами для ИТ
  3. Управление взаимоотношениями с бизнесом
  4. Управление стратегией
  5. Управление спросом
2. Проектирование услуг (англ. Service Design)
  1. Координация проектирования
  2. Управление каталогом услуг
  3. Управление уровнем услуг
  4. Управление поставщиками
  5. Управление доступностью
  6. Управление мощностями
  7. Управление непрерывностью ИТ услуг
  8. Управление информационной безопасностью
3. Преобразование услуг (англ. Service Transition)
  1. Планирование и поддержка преобразование
  2. Управление изменениями
  3. Управление сервисными активами и конфигурациями
  4. Управление релизами и развертыванием
  5. Управление знаниями
  6. Оценка изменений
  7. Подтверждение и тестирование услуг
4. Эксплуатация услуг (англ. Service Operation)
  1. Управление инцидентами
  2. Управление проблемами
  3. Управление запросами на обслуживание
  4. Управление доступом
  5. Управление событиями
5. Постоянное улучшение услуг (англ. Continual Service Improvement)
  1. 7-шаговый процесс улучшения

Эксплуатация услуги также включает 4 функции — это команда или группа людей, которые выполняют комплекс работ.
ITIL v3 определяет четыре функции: Service Desk, Управление приложениями, Управление технологиями и Управление операциями.

## ITIL v2
Вторая редакция ITIL включает в себя семь книг:
1. Поддержка услуг (англ. Service Support)
2. Предоставление услуг (англ. Service Delivery)
3. Планирование внедрения управления услугами (англ. Planning to Implement Service Management)
4. Управление приложениями (англ. Application Management)
5. Управление инфраструктурой информационно-коммуникационных технологий (англ. ICT Infrastructure Management)
6. Управление безопасностью (англ. Security Management)
7. Бизнес-перспектива (англ. The Business Perspective)

а также «дополнительную» книгу — «Управление конфигурациями ПО» (англ. Software Asset Management).

## Сертификация
Схема сертификации ITIL® обеспечивает модульный подход к системе ITIL и состоит из ряда квалификаций, ориентированных на различные аспекты передовой практики ITIL с различной степенью глубины и детализации. Многоуровневая структура квалификации предлагает кандидатам гибкость, связанную с различными дисциплинами и областями ITIL, а также возможность сконцентрировать свои исследования на ключевых областях, представляющих интерес. В настоящее время ITIL развивается от ITIL v3 к ITIL 4 с четким переходом от одной схемной структуры к другой. Кандидатам ITIL v3 Foundation предлагается перейти непосредственно в ITIL 4 Foundation, чтобы поддерживать свои навыки на современном уровне. Кандидаты-посредники должны продолжить свой путь по программе ITIL v3, чтобы приобрести необходимые им навыки.
Первыми сертификатами ITIL 4 стали сертификаты ITIL 4 Foundation и ITIL 4 Management Professional, следующие уровни должны быть доступны в течение 2020 года. Схема сертификации ITIL 4 приведена в соответствие с ITIL v3 и была оптимизирована, чтобы предоставить практикующим специалистам четкие пути для продолжения своего пути в ITIL.
Согласно правилам Axelos, обучать по всей линейке ITIL могут только Аккредитованные организации по обучению (Accredited Training Organizations) или их Партнеры (Affiliates). Кроме того, тренеры также должны быть аккредитованными (Approved ITIL Trainer) по каждому курсу ITIL. Единственным экзаменационным институтом Axelos, является компания Peoplecert. Аккредитацию для проведения обучения организациям и тренеру также выдает Peoplecert. Данное решение было предпринято Axelos для обеспечения высокого уровня качества учебных материалов и профессионализма тренера. Существует два пути получения сертификата ITIL Foundation — вы можете сдать экзамены в конце учебного курса в аккредитованной учебной организации (ATO), или учиться самостоятельно, а затем записаться на экзамен без прохождения учебного курса через PeopleCert, экзаменационного института ITIL. Для других экзаменов выше уровня Foundation, обязательным условием является прохождение учебного курса в аккредитованной учебной организации и сертификат ITIL Foundation. Самостоятельно обучение не дает возможности на сдачу экзамена для более сложных уровней ITIL.
Согласно правилам Axelos, c 1 ноября 2019 года Аккредитованные организации (AO), не имеют права продавать курсы обучения без экзамена. Это правило действует как для аудиторных, так и для онлайн-курсов по всем продуктам Axelos, а также для всех методов сдачи экзаменов.
Схема сертификации ITIL 4
В рамках схемы ITIL 4 существует четыре уровня сертификации:
- ITIL 4 Foundation
- ITIL 4 Managing Professional
  - ITIL 4 Specialist Create, Deliver and Support
  - ITIL 4 Specialist Drive Stakeholder Value
  - ITIL 4 Specialist High-Velocity IT
  - ITIL 4 Strategist Direct, Plan and Improve
- ITIL 4 Strategic Leader
  - ITIL 4 Strategist Direct, Plan and Improve
  - ITIL 4 Leader Digital and IT Strategy
- Master[20].

В рамках схемы ITIL v3 существует пять уровней сертификации:
- ITIL Foundation
- ITIL Practitioner
- ITIL Intermediate
  - Модуль Lifecycle
    - Стратегия услуги (Service Strategy)
    - Проектирование услуги (Service Design)
    - Преобразование услуги (Service Transition)
    - Эксплуатация услуги (Service Operation)
    - Постоянное улучшение услуги (Continual Service Improvement)

  - Модуль Capabilites
    - Операционная поддержка и анализ (Operational Support and Analysis)
    - Планирование, защита и оптимизаци (Planning, Protection and Optimization)
    - Релиз, контроль и проверка (Release, Control and Validation)
    - Предложения и соглашения об оказании услуг (Service Offerings and Agreements)
- ITIL Expert
  - ITIL Managing Accross the Lifecycle (MALC)
- ITIL Master[20].

## Цифровая трансформация
В условиях, когда инициативы по цифровым трансформациям требуют более быстрого предоставления новых продуктов и услуг, ITSM играет решающую роль в обеспечении высшего управления и контроля. Следовательно, профессионалы ITSM выразили уверенность в том, что их организация инвестирует в их знания и опыт; 77 % утверждают, что ITSM является важным компонентом цифровой трансформации.
ITSM должен быть важной темой для высшего руководства: 43 % профессионалов ITSM считают, что члены совета директоров и высшее руководство должны иметь сертификацию ITIL.
70 % утверждают, что ITIL является наиболее распространенной структурой, использующей передовую практику в организациях.
Почти 75 % практикующих специалистов ITSM убеждены, что переподготовка поможет им восполнить пробелы в навыках, удовлетворить потребности организации, идти в ногу с технологией и оставаться продуктивными.
Почти две трети практикующих специалистов ITSM инвестируют в непрерывное профессиональное развитие (CPD), чтобы повысить свою квалификацию, продвинуться по карьерной лестнице и получить личную удовлетворенность. Однако отсутствие времени на обучение и повышение квалификации затрудняет проведение непрерывного профессионального развития и ставит под угрозу конкурентоспособность и эффективность организации.

### Трансформация
Одна из проблем при количественном определении цифровой трансформации заключается в том, чтобы понять, идет ли речь об организации или об ИТ. Цифровая трансформация — это не просто эволюция ИТ, а целостное изменение бизнеса, затрагивающее всю организацию.
Трансформация цифровых технологий происходит тогда, когда вся организация меняет методы своей работы, с тем чтобы обеспечить большую ценность для своих заинтересованных сторон. Тип технологии, которая будет способствовать успешной трансформации, является второстепенным вопросом.
ITSM демонстрирует свою важность, предоставляя организации ясное представление о том, как подключаются услуги и как защищаются данные; это инструмент и поддержка для предоставления цифровых услуг.
Специалисты ITSM должны обеспечить, чтобы восприятие организацией их работы основывается на том, понимает ли ИТ-отдел потребности своих коллег и как они взаимодействуют и взаимодействуют с бизнесом для совместного создания ценности.

#### Роль ITIL в успешной цифровой трансформации
Специалисты ITSM считают, что система ITIL может повысить шансы организации на успешную цифровую трансформацию:
- повышение качества обслуживания и удовлетворенности клиентов (67 %)
- поддержание ИТ-систем в актуальном состоянии посредством постоянного улучшения (57 %).
- создание более стабильной среды обслуживания для поддержки изменений в бизнесе (53 %).
- обеспечение более эффективного управления бизнес-рисками, перебоями в обслуживании или отказами (51 %).
- большая прозрачность затрат и активов в области ИТ (44 %)
- сокращение расходов за счет более эффективного использования ресурсов (43 %).

Понимание ITIL может помочь высшему руководству в решении других задач, стоящих перед ITSM в организации. Например, 79 % респондентов опроса говорят, что ITIL помогает их организации преодолеть разрозненность, позволяя работать более гладко и быстро между отделами.
Концепция поддержки высшего руководства в принятии решений отражена в проекте ITIL 4. Модуль стратегии ITIL фокусируется на лидерстве, управлении и стратегическом направлении; развитие навыков планирования, выявления рисков и построения цифровой стратегии является императивом на организационном уровне.
88 % ITIL-сертифицированных специалистов считают, что ITIL — это лучшая структура ITSM.
Цифровая трансформация выходит за рамки ИТ: речь идет о целостном организационной трансформации, ориентированном на клиентов и создание ценности.
ITSM является важным фактором успешной цифровой трансформации, что отражается в сильной поддержке и ресурсах, которые она получает внутри организаций.
Специалисты-практики в области ITSM располагают достаточными возможностями для обеспечения надлежащего управления и внедрения соответствующих механизмов контроля в целях поддержания функционирования цифровых услуг.
Стратегическое согласование между бизнесом и ITSM, наряду с улучшением, нуждается в дальнейшем продвижении для полного совместного создания ценности и достижения организационных целей.
ITIL — это не единственная структура или метод, поддерживающий организационные изменения и улучшения. Во многих других концепциях рассматриваются понятия ценности и потоков ценности. Риск увеличивается, когда незрелая организация принимает любую структуру как цель для внедрения, а не как метод для решения конкретных проблем. Независимо от того, какая структура принята для включения сквозного управления, управления взаимоотношениями с бизнесом, DevOps и ITIL, целью должно быть совместное создание ценности.
По своей конструкции, ITIL 4 согласована с Agile, Lean и DevOps и обеспечивает сквозные потоки ценности, работая с разработчиками, бизнесом и всеми другими заинтересованными сторонами. Его последняя эволюция намного проще, более открыта и позволяет работать в команде. ITIL 4 является гибкой и ориентированной на бизнес, и она бросает вызов восприятию ITSM некоторыми практиками, не связанными с ITIL, как препятствия для достижения бизнес-результатов.
Успех инициатив по цифровой трансформации основан не только на IT-отделе. Только тогда, когда трансформация осуществляется в масштабах всей организации, в центре которой стоят внутренние и внешние заинтересованные стороны, она создает подлинную ценность и выходит за рамки концепции технологических изменений.
В такое время, как сейчас, когда разнообразие навыков имеет первостепенное значение для цифровой трансформации, отрадно видеть непреходящую популярность структуры передовой практики ITIL; 88 % практикующих специалистов рассматривают ее как лучший подход для создания ценности через услуги.
А 2019 год ознаменовался также последней эволюцией структуры ITIL® 4. Содержание нового руководства — при сохранении основного опыта, уже известного ITIL-сертифицированным специалистам — было расширено, чтобы отразить спрос на высокоскоростные информационные технологии, совместное создание ценности и сквозное управление продуктами и услугами.
Интегрируя практику ITIL с такими методами доставки, как Lean, Agile и DevOps, и делая руководство более доступным для людей за пределами ИТ-отдела была обеспечена соответствие ITIL 4 потребностям современных организаций.
Бизнес-лидеры во всём мире признают важность профессиональной сертификации для поддержки операционного улучшения, повышения уровня удовлетворенности сотрудников и клиентов, а также для того, чтобы идти в ногу с постоянно меняющимися технологиями и требованиями клиентов. Наличие доступа к соответствующему профессиональному обучению для формирования необходимых навыков в рамках вашей организации, является необходимым условием для достижения целей вашего бизнеса и трансформации цифровых технологий.

## Экзамены
В 2020 году экзамен на сертификацию по стандарту ITIL 4 состоит из 40 вопросов с возможностью выбора нескольких ответов. Для успешной сдачи экзамена необходимо набрать 65 % правильных ответов (то есть правильно ответить на 26 вопросов из 40).
Продолжительность экзамена составляет 60 минут. Если английский язык для сдающего экзамен не является родным, то ему предоставляется 15 минут дополнительного времени.